# Pelagianisme
Pelagianisme is een theologische theorie die vernoemd is naar Pelagius (360 - 420/440), hoewel Pelagius in ieder geval op een bepaald moment in zijn leven veel van de leerstellingen die met zijn naam worden geassocieerd, ontkende.
Pelagianisme is het geloof dat de zondeval de menselijke natuur niet heeft bedorven en dat de sterfelijke wil nog steeds in staat is tussen het goede en het kwade te kiezen zonder dat hier speciale goddelijke interventie voor nodig is.
Naast Pelagius, namen Rufinus de Syriër, Julianus van Aesclanum (een Italiaanse bisschop) en Coelestius deel aan de Pelagiaanse beweging. Johannes Cassianus, de leider van het 'semipelagianisme', was een tijdgenoot van de beweging.

## Pelagius
Over het leven van Pelagius is weinig of niets bekend. Hoewel hij vaak wordt aangeduid als een Britse monnik, is zijn afkomst geenszins zeker. Augustinus meldt dat hij "gedurende een zeer lange tijd" in Rome woonde en verwees naar hem als "Brito", dit om hem te onderscheiden van een andere Pelagius die uit Tarentum afkomstig was. Beda 'de eerbiedwaadige' verwijst naar hem als "Pelagius Bretto". De heilige Hiëronymus suggereert dat hij van Schotse afkomst was, maar in zulke termen dat het niet duidelijk is of hij Schotland of Ierland bedoelt. De Ieren op het vasteland werden vaak 'Scottus' genoemd, zoals de andere grote filosoof van het Keltische christendom, Johannes Scottus Eriugena, Johannes de Schot uit Ierland. Ierse monniken trokken van Ierland naar Schotland en vandaar naar het vasteland. Pelagius was zeker een bekende figuur in het toenmalige Romeinse rijk, zowel om zijn harde ascese in het openbare leven, als om de overtuigingskracht van zijn preken en geschriften. Tot zijn meer radicale ideeën het levenslicht zagen, noemden zelfs zulke pilaren van de Kerk als Augustinus hem "heilige".

## Theologie
Pelagius is vooral bekend geworden door de controverse over 'vrijheid' en 'genade', maar die thema's behoorden tot een groter theologisch schema. Pelagius hield zich vooral bezig met de concrete problemen van het christelijke leven en daarom wordt hij in het algemeen meer als moralist dan theoloog gezien. Pelagius wilde bekend staan als orthodox theoloog van de Katholieke Kerk. Uit fragmenten van zijn teksten blijkt dat hij argumenten aanvoerde tegen: Apollinarianen, Arianen, Macedoniërs, Photiniërs, Novatiërs, Marcionieten, Jovinianisten en Manicheëers, waaruit zijn intentie blijkt binnen de leer van de Katholieke Kerk te denken. Hij wilde een leer ontwikkelen om vooral de invloed van het Manicheïsme te bestrijden.
Pelagius' theologie houdt zich bezig met de menselijke natuur (zijn rede, de natuurwet, geweten en natuurlijke goedheid), zijn relatie tot God en zijn morele verplichting.

### Wil
Pelagius leerde dat de menselijke wil, zoals die met al haar talenten door God is geschapen, in zichzelf voldoende was om een zondeloos leven te kunnen leiden. De mens heeft de rede, de rationele wil, van God gekregen. De rede is hem door God 'ingeplant'. Daardoor kan de mens God als Schepper erkennen en de wil van God kennen, het moreel goede van het moreel slechte onderscheiden en zich er van bewust zijn dat God hem opdraagt het goede te doen. De mens is zich door de rede bewust van de natuurwet, die in het hart geschreven staat. De mens kan door zijn rationele vermogen volgens die natuurwet leven of haar afwijzen. Wat de mens kiest is zijn autonome keuze. De mens heeft keuzevrijheid.
Volgens Pelagius blijft de rede en de afstemming op de goddelijke wil, intact en onveranderd door het gevolg van zondige gewoonte.

### Genade
Daarnaast geloofde hij wel dat Gods genade bij elke goede daad hielp. Pelagius geloofde niet dat de gehele mensheid schuldig was in de zin van Adams zondeval (Adam als eerste 'zondaar'). Pelagius vond dat Adam de mensheid door zijn slechte voorbeeld had veroordeeld, en dat Christus' goede voorbeeld de mensheid een weg naar de verlossing bood, door het offer en door instructie van de wil.
Door 's mensen vermogen voor het goede of slechte te kiezen is de mens in staat zonder zonde te leven. Dit goddelijke, ingeplante, natuurlijke vermogen is volgens Pelagius alleen te begrijpen als een gave van Gods genade. De rede is een geschenk van God.
Pelagius' genadeleer ziet zowel het inplanten van een rationele wil in de mens, als Mozes' wet, Christus' kruisdood en verlossing van de zonden, het voorbeeld van Christus en Christus' leer, als genade van God.

### Tijd
Pelagius onderscheidt de tijd in drie 'tijden': van Adam tot Mozes (tijd van de natuur), van Mozes tot Jezus (tijd van de wet) en vanaf Jezus (tijd van de genade). Hij ziet Mozes en Jezus dus als sleutelfiguren in de menselijke geschiedenis. In de eerste periode is de oorspronkelijke, geschapen natuur in de mens nog min of meer werkzaam en zichtbaar, in de er op volgende perioden handelt God door Mozes en Jezus om die goddelijke natuur in de mens tot zijn oorspronkelijke staat te herstellen. Het komt er volgens Pelagius er eerst op aan kennis te verwerven van de goddelijke wet, pas daarna zal de mens er aan kunnen gehoorzamen.
In de eerste periode waren er mensen, die zondeloze levens leidden, zoals onder meer Abel, Noach, Melchizedek, Abraham en Job, die de wet van de natuur volgden. Toen de rede van de mens in de loop der tijd in duisternis werd gehuld, zond God Mozes om de wet te brengen. Pelagius legt de nadruk op de morele kant van de wet en hecht minder aan ceremoniële kenmerken van de wet als besnijdenis en feestdagen. Door Mozes' wet leerde de mensen de wil van God te gehoorzamen en het eeuwige leven te bereiken. Pelagius bestreed de argumenten van de Manicheërs en Marcionieten, die de God van het Oude Testament in een negatief licht zagen en hem onderscheidden van de God van het Nieuwe Testament. Pelagius was van mening dat een christen zowel het Oude- als het Nieuwe Testament moest kennen.
De wet van Jezus tenslotte was een machtiger wet dan die van Mozes. Slechts Jezus weet de macht van de zondige gewoonte te doorbreken en de smalle weg te wijzen naar het eeuwige leven. Jezus weet de verborgen schat (de ziel) in de mens te openen, waardoor de verborgen schatten van de menselijke natuur weer aan het licht komen. Door Jezus kan die bron weer worden aangeboord.

### Zonde
Ook volgens Pelagius kwam de zonde in de wereld door Adam, die niet aan de wil van God gehoorzaamde. Maar dat betekende niet dat de mens de zonde doorgaf, omdat de mensheid nu eenmaal het nageslacht van Adam was. Zonde is volgens Pelagius een individuele handeling, een verkeerde daad en de mens is schuldig, omdat de daad uit zijn eigen individuele wil is voortgekomen. De zonde was geen noodzakelijk bestanddeel van het menselijke bestaan, want dat zou te dicht bij het idee van het Manicheïsme komen over een natuurlijk slecht deel van de mens. 

### Christus
Pelagius zag Jezus Christus als verlosser, iemand die openbaart en als voorbeeld. Volgens Pelagius stierf Jezus een onverdiende dood ten bate van de mensheid. Hij was de eeuwige Zoon, een met de Vader, die menselijke vorm aannam, zowel in lichaam als ziel, die de veroordeling tot de dood onderging door de zonden van de mensen. De Schepper van het universum hing aan het kruis voor zijn eigen schepsel, de mens.
Christus openbaarde de wil van God en zijn beloften aan de mens. Pelagius zag het Evangelie, de wet van de genade, als toegevoegd deel van Mozes' wet.
Pelagius zag Christus ook als het voorbeeld voor de mens, dat voortdurend de zondige begeerte doodde en liet zien waartoe de menselijke natuur in staat is. Hij leerde nederigheid, gehoorzaamheid, verdraagzaamheid en afwijzing van zowel rijkdom als wereldse wijsheid. Christus herstelde zo de band tussen God en de mens. Door deze leer, waarin de goddelijke natuur van de mens  opnieuw tot leven werd gewekt, zou er volgens Pelagius weer vrede tussen God en de mens kunnen bestaan.

### Doop
Door de doop ontvangen christenen het voordeel van Christus' verlossende dood door de vergeving van zonden. Pasgeboren kinderen hadden volgens Pelagius geen last van een overerfde zonde en gingen ongedoopt niet, zoals Augustinus beweerde, naar de hel.
Pelagius zag de doop als sacrament van de christelijke inwijding voor volwassenen. De vergeving van zonden moest plaatsvinden  met de toestemming en wil van de gelovige. Jonge kinderen maken nog geen gebruik van de keuzevrijheid van de rationale wil. Daarom zag Pelagius geen zin in de kinderdoop. 
Het water zuiverde het lichaam, maar de ziel werd door het 'Woord' of de leer gereinigd. De gedoopte gaf aan zich aan de goddelijke geboden te willen houden. Deze gehoorzaamheid kwam van de morele intentie van de ziel.

### Predestinatie
Pelagius zag predestinatie als voorkennis en niet als Gods uitverkiezing van zijn favorieten in strijd met de natuur van het in vrijheid gekozen geloof van de mensen. Geloof werd niet door God ingeplant in de mens, maar rationele wil. Uit vrije keuze kan de mens zo tot geloof komen. Uit geloof gehoorzamen mensen aan Gods wil en doen ze goede daden. Die verdiensten leiden tot hemelse geschenken (genade). God heeft voorkennis van het toekomstige geloof van die gelovigen en roept hen daarmee op en 'scheidt' hen van hen die uit vrije wil niet geloven. Dit is een andere leer, dan die van Augustinus, waar de mensen al vanaf 'het begin' zijn gescheiden in een deel, dat voor de hemel en een ander dat voor de hel is voorbestemd. De mensen hebben daarin niet gelijkelijk een rationele wil als geschenk van God gekregen om individueel keuzes te kunnen maken en tot geloof te komen. Sommigen geven de eigen inspanning dan ook maar op, want alles is toch al voorbestemd. Dat leidt er toe dat teleurgestelde mensen de aandacht op tijdelijke zaken richten in plaats van op hemelse, eeuwige zaken en aards plezier boven contemplatie verkiezen.

## Ketterij
Door Augustinus van Hippo (354-430) werd Pelagianisme tot ketterij verklaard. Hiëronymus (ca. 347-420) kwam als een van de belangrijkste critici van het Pelagianisme naar voren, omdat de zonde volgens hem een deel van de menselijke natuur is en de mens het niet kan helpen dat hij of zij een zondaar is. Ook Prosper van Aquitanië (ca. 390 - ca. 465) was een fel tegenstander van het pelagianisme.
Sint Germanus van Auxerre (ca. 378-448) kwam tweemaal naar Brittannië (428-9, 445-6) om er het pelagianisme te bestrijden, dat schijnbaar werd verkozen door een rijk en invloedrijk deel van de samenleving. Dit kan worden afgeleid uit een beschrijving van de pelagianen in 428-9 in Constantius' Leven van Germanus (geschreven tussen 472 en 491): 'onderscheiden door hun rijkdom, met prachtige kleding en geprezen door de massa'.

## Voetnoten
1. ↑  (en)  Bede's Ecclesiastical History of the English A Historical Commentary
2. ↑  Hier moet niet vergeten worden dat in de tijd van Pelagius 'Scoti' verwijst naar Ierse rovers, die het koninkrijk Dalriada in het westen van Schotland/County Antrim oprichtten, niet het Schotland zoals wij het vandaag de dag kennen (H. Zimmer, "Pelagius in Ierland", blz. 20, Berlijn, 1901)
3. ↑  Moerland, B. (1992), Montségur, Mirananda, Den Haag, p. 133
4. ↑  Alcock, L. (1971), Arthur's Britain, Pelican Books, p.100